# Општина Леорда (Ботошани)
Леорда (рум. Leorda) општина је у Румунији у округу Ботошани.
Oпштина се налази на надморској висини од 170 m.